# Ten Summoner's Tales
Albums de Sting
The Soul Cages
(1991) Demolition Man EP
(1993)
Ten Summoner's Tales est le quatrième album studio de Sting paru début 1993. Son titre est un jeu de mots sur le véritable nom de l'artiste, Gordon Sumner, et sur l'un des pèlerins des Contes de Canterbury de Geoffrey Chaucer.
Ten Summoner's Tales est sélectionné pour le Mercury Prize en 1993 et pour le Grammy Award de l'album de l'année en 1994. Il est enregistré à Lake House, le manoir de Sting.

## Liste des titres
1. Prologue (If I Ever Lose My Faith in You) (Sting) – 4:30
2. Love Is Stronger Than Justice (The Munificent Seven) (Sting) – 5:11
3. Fields of Gold (Sting) – 3:42
4. Heavy Cloud No Rain (Sting) – 3:39
5. She's Too Good for Me (Sting) – 2:30
6. Seven Days (Sting) – 4:40
7. Saint Augustine in Hell (Sting) – 5:05
8. It's Probably Me (Sting, Eric Clapton, Michael Kamen) – 4:57
9. Everybody Laughed But You (Sting) – 3:53 (Exclue des sorties originales au Canada/US)
10. Shape of My Heart (Sting, Dominic Miller) – 4:38
11. Something the Boy Said (Sting) – 5:13
12. Epilogue (Nothing 'Bout Me) (Sting) – 3:39

## Musiciens
- Sting - chant, basse, contrebasse, harmonica, saxophone, arrangements
- Dominic Miller - guitares
- Vinnie Colaiuta - batterie
- Paul Franklin - guitare pedal steel
- Eric Clapton - guitares acoustique et électrique (sur It's Probably Me)
- David Sancious - claviers
- Larry Adler - harmonica chromatique
- Brendan Power - harmonica chromatique
- David Foxxe - narration (voix du diable sur Saint Augustine in Hell)
- Kathryn Tickell - Northumbrian Small Pipes, fiddle
- Kathryn Greeley - violon
- Simon Fischer - violon
- James Boyd - alto
- Sian Bell - violoncelle
- Dave Heath - flûte
- John Barclay - trompette
- Guy Barker - trompette
- Mark Nightingale - trombone
- Richard Edwards - trombone